# Universitat de Villanova
La Universitat de Villanova és una universitat catòlica privada de recerca establerta a Villanova, un suburbi de Filadèlfia, a Pennsilvània, Estats Units. Va ser fundada per l'Orde de Sant Agustí el 1842 i rep el nom de Tomás de Villanueva. La universitat és la universitat catòlica més antiga de Pennsilvània i una de les dues institucions agustinianes d'educació superior dels Estats Units (l'altra és el Merrimack College).
Les arrels de la universitat es remunten a l'antiga església de Sant Agustí de Filadèlfia, que els frares agustinians de la província de Sant Tomàs de Villanova van fundar el 1796, i a la seva escola parroquial, l'Acadèmia de Sant Agustí, que es va establir el 1811. Està classificada entre les "R2: Universitats Doctorals - Alta activitat de recerca".